# Manalu (Parmonangan)
Manalu is een bestuurslaag in het regentschap Tapanuli Utara van de provincie Noord-Sumatra, Indonesië. Manalu telt 791 inwoners (volkstelling 2010).